# Stephen Girard

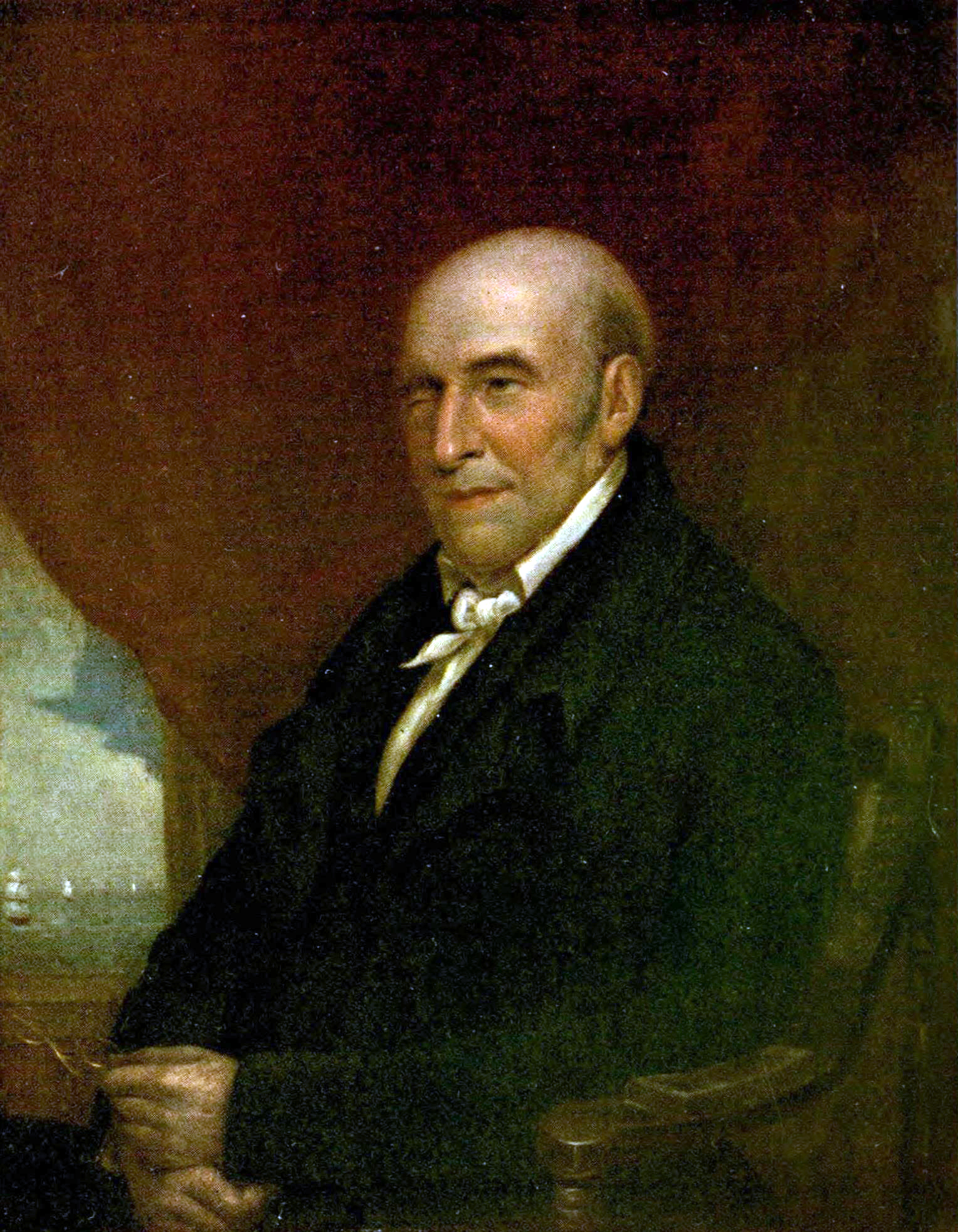
Stephen Girard

Stephen Girard (* 24. Mai 1750 in Nähe von Bordeaux; † 26. Dezember 1831 in Philadelphia) war US-amerikanischer Kaufmann, Bankier, Philanthrop und Sklavenhalter. Gemessen an den jeweiligen Bruttoinlandsprodukten gilt er als einer der reichsten Männer der Vereinigten Staaten.

## Leben
Stephen Girard, geboren in Frankreich als Sohn eines Schiffskapitäns, ging in jungen Jahren nach Amerika. Am 27. Oktober 1778 wurde Stephen Girard offiziell ein amerikanischer Staatsbürger und erwarb sich als Seefahrer und Kaufmann im Anfang des Jahrhunderts ein bedeutendes Vermögen in New Orleans, hauptsächlich aber in Philadelphia. 
Als Privatmann zeitlebens die Rauheit und Bedürfnislosigkeit eines alten Seemanns zeigend, dabei im kleinen äußerst sparsam, war er in öffentlichen Angelegenheiten von großer Freigiebigkeit.
Mit dem Auslaufen des Bankprivilegs der nationalen Notenbank First Bank of the United States wurde die Bank 1811 von Girard erworben. Er reorganisierte sie unter seiner direkten persönlichen Kontrolle. Er stellte George Simpson, den Kassierer der First Bank, als Kassierer der neuen Bank und gestattete den Treuhändern der First Bank of the United States, einige Büros und Räume in den Tresoren zu nutzen, um die Geschäfte der geschlossenen Bank zu einem sehr geringen Mietpreis abzuwickeln.
Während des Krieges von 1812 war Girards Bank die wichtigste Quelle für Regierungskredite. Gegen Ende des Krieges, als die finanzielle Kreditwürdigkeit der US-Regierung am Tiefpunkt angelangt war, stellte Girard der Regierung fast alle seine Ressourcen zur Verfügung und zeichnete bis zu 95 Prozent der Kriegsanleihen, die es den Vereinigten Staaten ermöglichten, den Krieg fortzusetzen.
Nach dem Krieg wurde Girard ein großer Aktionär und einer der Direktoren der Second Bank of the United States. Nach seinem Tod im Jahr 1831 ging seine Bank testamentarisch auf eine Stiftung über. 

## Stiftung
Seine Freigiebigkeit kam schon bei seinen Lebzeiten vor allem der Stadt Philadelphia zugute, mehr noch aber durch sein Vermächtnis. Den größten Teil seines ca. 40 Mill. Mk. betragenden Nachlasses bestimmte er für Errichtung des seinen Namen tragenden Girard-College.
Ein 40 Acres großes ihm gehöriges Grundstück im nordwestlichen Teil von Philadelphia bestimmte er für die nötigen Bauten, die rund 3 Millionen Dollar kosteten. Sie begannen 1834, 1847 nahm die Anstalt bereits 300 Zöglinge auf. Diese Zahl stieg im Jahr 1890 bis auf 1600.
Nach Bestimmung Girards dürfen die Zinsen des übrig gebliebenen Kapitals von 7 Mill. Doll. nicht aufgehäuft werden, sondern müssen stets jährlich zu Neubauten und Verbesserungen eingesetzt werden. Auf diese Weise entstanden bis 1890 vier neue Gebäude und ein großer Kirchenbau, die Zahl der Schüler erhöhte sich auf 1600.
Das College richtete sich in erster Linie an 6- bis 10-jährige Waisenkinder aus Philadelphia, ferner aus dem Staat Pennsylvania und schließlich aus New Orleans. Die Beschulung dieser Kinder konnte bis zu deren 18. Lebensjahr andauern.
Girard bestand darauf, dass das College nicht zum Zankapfel religiöser Gemeinschaften wird.